# Westermannia anchorita
Westermannia anchorita är en fjärilsart som beskrevs av Holland 1893. Westermannia anchorita ingår i släktet Westermannia och familjen trågspinnare. Inga underarter finns listade i Catalogue of Life.